# Quân đội Seleukos
Quân đội Seleukos là quân đội của vương quốc Seleukos, một trong rất nhiều quốc gia Hy Lạp, nổi lên sau cái chết của Alexandros Đại đế.
Giống như chính các quân đội Hy Lạp khác, quân đội Seleukos đã chiến đấu chủ yếu theo phong cách Hy Lạp- Macedonia, với bộ phận chính của nó là đội hình phalanx. Đội hình phalanx lớn và dày đặc, hình thành bởi những người lính trang bị khiên nhỏ và một cây giáo dài được gọi là sarissa. Cách thức chiến đấu của  lực lượng phalanx đã được phát triển trong triều đại của Philippos II của Macedonia và con trai ông Alexandros Đại đế. Cùng với phalanx, quân Seleukos sử dụng một lượng lớn quân đội địa phương và lính đánh thuê để bổ sung lực lượng Hy Lạp- Macedonia của họ, bị hạn chế do khoảng cách từ quê hương Macedonia của những vị vua Seleukos.

## Nhân lực
Khoảng cách giữa Hy Lạp và Macedonia gây ra một khó khăn cho hệ thống quân đội Seleukos vì nó đã chủ yếu dựa trên việc tuyển mộ người Hy Lạp, Macedonia mà vốn giữ một vai trò then chốt của quân đội. Để tăng thêm dân cư gốc Hy Lạp- Macedonia trong vương quốc, những vị vua Seleukos đã tạo ra các khu định cư quân sự. Có hai giai đoạn chính trong việc thành lập các khu định cư, trước hết là dưới thời Seleukos I và Antiochos I và sau đó dưới thời Antiochos IV Những người lính định cư được ban cho đất đai, với "kích thước thay đổi theo chức vụ và binh chủng phục vụ" . Không giống như những người định cư quân sự của nhà Ptolemaios đã được biết đến với tên gọi Kleruchoi, những người định cư của nhà Seleukos được gọi là Katoikoi. Những người định cư sẽ duy trì đất đai như là sở hữu mình và đổi lại họ sẽ phục vụ trong quân đội Seleukos khi được gọi. Phần lớn các khu định cư đã tập trung ở Lydia, miền bắc Syria, thượng Euphrates  và Media. Người Hy Lạp và Macedonia chủ yếu ở Lydia, Phrygia và Syria. Ví dụ Antiochos III đã đưa người Hy Lạp từ Euboea, Crete và Aetolia và định cư họ ở Antioch . Những người định cư sẽ được sử dụng để hình thành nên đội hình phalanx Seleukos và các đơn vị kỵ binh, với những người lính được lựa chọn vào lực lượng cận vệ của vương quốc. Phần còn lại của quân đội Seleukos sẽ bao gồm một số lượng lớn quân đội địa phương và lính đánh thuê. Những binh sĩ này sẽ phục vụ như là đội quân trợ chiến.

## Bộ binh

### Argyraspides
Lực lượng bộ binh tinh nhuệ của quân đội Seleukos là " những chiến binh khiên bạc", hoặc Argyraspides. Họ là một đơn vị cận vệ thường được hình thành từ những người con trai của người định cư quân sự  Họ được trang bị theo phong cách Macedonia với sarissa và chiến đấu trong đội hình phalanx, giống như các đội quân Hy Lạp cùng thời điểm. Argyraspides đã có thể là một đội quân  khoảng 10.000 người   người đã được chọn từ khắp vương quốc để phục vụ trong đơn vị này . Khắp vương quốc có thể có nghĩa là "khu vực như Syria và Lưỡng Hà, đó là những hạt nhân của Vương quốc Seleukos, có một mật độ lớn của "những người lính Hy Lạp- Macedonia.

### Bộ binh theo phong cách La Tinh
Năm 166 trước Công nguyên ở Cuộc diễu binh Daphne dưới thời Antiochos IV, lực lượng Argyraspides chỉ nhìn thấy còn5.000 người. Tuy nhiên 5.000 quân vũ trang theo phong cách La Mã có mặt  Nó là có thể là 5.000 người bị mất của Argyraspides và là 5000 lính "La Mã "diễu hành cùng với họ. Việc tập luyện của một bộ phận của lực lượng cận vệ hoàng gia theo phương pháp "La Mã" là có thể là do sự xuống dốc của một số yếu tố. Thứ nhất Antiochos IV đã dành  một phần thời trai trẻ của ông tại Rome và là một sự ngưỡng mộ quá mức quyền lực và phương pháp Rome..Thứ hai là cuộc chiến tranh tương lai mà vương quốc Seleukos có thể chiến đấu có lẽ sẽ là ở các tỉnh miền đông chống lại kẻ thù di động và các khu vực rộng lớn của đất nước. Thực tế đội quân La Tinh này đã xuất hiện trong cuộc giao tranh với  những người Maccabees tại trận Beth Zechariah trong 162 năm TCN. Thứ ba, sự thất bại của nhà Antigonos trong trận Pydna năm 168 trước Công nguyên là một cú sốc văn hóa lớn, thể hiện thất thế hoàn toàn của hệ thống quân sự Macedonia trước các quân đoàn La Mã.

### Dân quân
Đã có một lực lượng dân quân, ít nhất là ở Syria. Họ đến từ các thành phố Hy Lạp, những người đã không có vai trò đặc biệt trong quân đội chính quy. Chúng ta cũng không thấy lực lượng dân quân tham gia vào các chiến dịch lớn trước khi vương quốc bắt đầu suy yếu trong nửa sau của thế kỷ thứ hai trước Công nguyên. Vì khi đó, nhiều khu định cư quân sự quan trọng đã bị Pergamon và Parthia chiếm mất. Năm 148 TCN trong trận Azotos chống lại những người Maccabees, quân đội Seleukos được gọi là "Sức mạnh của  những thành phố", có thể là do tỷ lệ cao của lực lượng dân quân huy động từ các thành phố ven biển . Công dân của thành Antioch đóng một vai trò quan trọng trong việc lật đổ vua Demetrios II. Demetrios, sau khi lên ngôi đã quyết định giải tán phần lớn quân đội chính quy và giảm bớt lương một số lượng lớn . Bộ phận chính trong quân đội của Demetrios dựa vào những người Hy Lạp của ông đặc biệt là người Crete, những lính đánh thuê đã được biết đến như là "Những kẻ Crete bạo ngược" . Không lâu sau trận Azotos, đa số lực lượng dân dân quân đã bị xóa sổ trong thất bại tai hại của Antiochos VII diễn ra trong cuộc chiến tranh với người Parthia vào năm 129 TCN . Lực lượng dân quân đã rất có thể vũ trang và chiến đấu theo phong cách của Thureophoroi .

### Đồng minh, chư hầu và bộ binh đánh thuê
Do thiếu người Hy Lạp-Macedonia tại các vùng đất, vương quốc Seleukos đã sử dụng một số lượng lớn đồng minh, chư hầu và quân lính đánh thuê. Họ thường sử dụng như quân tranh bị nhẹ và phụ trợ, bổ sung cho phalanx và kỵ binh. Một lượng lớn binh lính bản địa đã chiến đấu trong trận Raphia năm 217 trước Công nguyên. Trong số đó có 10.000 binh lính Ả Rập, 5.000 người Dahai, người Carmania và Cilicia .  Một số đội ngũ dân tộc, dù họ là chư hầu hay lính đánh thuê đã được sử dụng đáng kể trong những tình huống nhất định. Đối với lính đánh thuê ví dụ người Thracia cùng với người Mysian, Cilicia, Lycia và quân đội người Mysia đã rất hiệu quả trong chiến đấu tại các khu vực địa hình gồ ghề và miền núi. Ví dụ như quân chư hầu từ khu vực miền núi của đế quốc đã được sử dụng bởi Antiochos III kết hợp với Thorakitai trong cuộc tấn công ồ ạt của ông ở dãy Elburz trong năm 210 TCN . Quân lính Ba Tư và Iran  nhiều khả năng đã là một đội quân chuyên nghiệp cao hơn so với hầu hết các đội ngũ khác khi họ được xem như đội quân đồn trú trên khắp đế quốc . Trong cuộc diễu binh tại Daphne năm 166 trước công nguyên, một lượng lớn quân đồng minh và chư hầu đã không còn. Họ đã bị nghi ngờ về tính hữu dụng, độ tin cậy và hiệu quả. Vì vậy, Appian đổ lỗi cho họ vì thất bại tại trận Magnesia năm 190 TCN .  Sự vắng mặt của quân phụ trợ trong quân đội của Antiochos IV có thể đã góp phần vào việc củng cố sức mạnh của nó. Thay thế cho sự mất mát của những đội quân chư hầu này là sự bổ sung bởi lính đánh thuê, những người có nhiều kinh nghiệm và được đào tạo tốt hơn. Những lính đánh thuê Thracia và Galatia tại Daphne có thể đã được sử dụng tốt trong các chiến dịch tại các địa hình đồi núi gồ ghề. Ví dụ như vũ khí và trang bị của quân Thracia cho phép cá nhân người lính di chuyển dễ dàng hơn và hành động tự do hơn trong cận chiến hơn là đội hình phalangite không thể tham gia vào .

## Kị binh
Không giống như các thế lực hùng mạnh khác ở phía tây, giống như người La Mã và các quốc gia Hy Lạp khác, nơi mà bộ binh chiếm ưu thế trên chiến trường, trong "không gian rộng lớn ở phía đông, những nền văn hóa sử dụng ngựa có ảnh hưởng nhiều hơn"  Tốc độ và tính cơ động là chìa khóa, đặc biệt là khi đối phó với kẻ thù giống như người Parthia và Hy Lạp-Bactria. Hình thái chiến tranh của người Parthia dựa trên những kị sĩ mặc giáp nặng, Cataphract, và cung thủ cưỡi ngựa đã được sử dụng trong chiến thuật vừa đánh vừa chạy. Phong cách chiến tranh dùng ngựa ở phía đông sẽ có một tác động sâu rộng trong triều đại của Antiochos III khi ông trang bị kỵ binh nặng của mình theo kiểu của người Parthia.
Antiochos III là một chỉ huy kỵ binh xuất sắc, trong cuộc tấn công của ông vào Tapuria năm 208 TCN theo như mô tả của Polybius 
Tại Magnesia, sự bất chấp của Antiochus cho phalanx và cuộc đột kích sai chỗ của kỵ binh đã dẫn đến thất bại của ông ta. Kỵ binh Seleukos, ngoài Cataphract, có thể được phân chia thành một số hạng mục. Thứ nhất đó là kỵ binh nặng, trong đó có Kataphraktoi (bọc giáp) và Aphraktoi (không bọc giáp). Aphraktoi được chia thành 2 nhóm, kị binh mang thương và quân mang vũ khí phóng. Kị binh mang thương, những người thực hiện công việc của kỵ binh nặng trước quân Cataphract, đã được biết đến bằng tên rất nhiều, ví dụ như dorataphoroi, sarissaphoroi, kontophoroi, xystophoroi và lonchophoroi. Xystophoroi và lonchophoroi đã được đề cập cụ thể bởi Titus Flamininus trong cuộc thảo luận với người Achaean

### Agema, Hetairoi và Nisaioi
Cùng với các đơn vị bộ binh cận vệ, đã có hai trung đoàn kỵ binh cận vệ, mỗi đội quân gồm 1000 người .. Đây là những Agema ('cận vệ') và Hetairoi ('chiến hữu'). Hetairoi được tuyển chọn từ các thế hệ trẻ của những người định cư quân sự và chiến đấu như một đơn vị kỵ binh bảo vệ thường trực của quân đội, phục vụ trong hòa bình và trong chiến tranh . Tuy nhiên có vẻ như rằng các nhà văn gọi chúng bằng nhiều tên khác hơn chỉ là 'chiến hữu'; ile basilike ("Đội kị binh hoàng gia 'hoặc' regia ala theo Livy), và hippos hetairike ("chiến hữu kị binh") . Lực lượng Agema bao gồm người Media, những người được lựa chọn, với một hỗn hợp của kỵ binh của nhiều chủng tộc từ cùng một phần của thế giới. Cả hai quân đoàn kỵ binh có thể hộ tống nhà vua vào trận chiến, hoặc cả hai có thể được tổ chức lại với nhau thành một đơn vị với 2.000 người. Cả hai đơn vị vũ trang với một ngọn xyston, một cây thương kỵ binh không khác với sarissa. Họ cũng được trang bị với một áo giáp và mũ sắt. Sau khi Cataphract được đưa vào quân đội, lực lượng Hetairoi được trang bị tương tự  nhưng nhẹ hơn. Còn về Agema, họ có thể được tương tự như trang bị của bản thân lực lượng cataphract. Một trung đoàn kị binh khác được trang bị tương tự như cataphracts, là kỵ binh người Nisia (Nisaioi) bao gồm cả người Iran.

### Epilektoi
Tại cuộc diễu binh Daphne cũng có một trung đoàn quân tinh nhuệ, được biết đến là Epilektoi, kị binh, với quân số 1000 người. Lực lượng Epilektoi rất có thể tuyển chọn từ thành phố Larissa, được thành lập bởi các thực dân từ Larissa trên vùng đất liền của Hy Lạp. Sau khi mất Media-vùng đất tuyển quân chính cho lực lượng Agema-về tay người Parthia, Epilektoi đã được trao danh hiệu và vai trò của Agema bởi Alexander Balas.